# Colletia spartioides
Colletia spartioides är en brakvedsväxtart som beskrevs av Bert. och Luigi Aloysius Colla. Colletia spartioides ingår i släktet Colletia och familjen brakvedsväxter. Inga underarter finns listade i Catalogue of Life.